# 天目中皿蛛
天目中皿蛛（学名：Centromerus tianmushanus）为皿蛛科中皿蛛属的动物。在中国大陆，分布于浙江等地。该物种的模式产地在浙江。